# ريتشارد جيبسون (ممثل)
ريتشارد جيبسون (بالإنجليزية: Richard Gibson)‏ هو ممثل أوغندا وبريطاني، ولد في 1954 في أوغندا.

## وصلات خارجية
- ريتشارد جيبسون على موقع IMDb (الإنجليزية)
- ريتشارد جيبسون على موقع ألو سيني (الفرنسية)
- ريتشارد جيبسون على موقع ميوزك برينز (الإنجليزية)
- ريتشارد جيبسون على موقع أول موفي (الإنجليزية)
- ريتشارد جيبسون على موقع قاعدة بيانات الأفلام السويدية (السويدية)
- ريتشارد جيبسون على موقع قاعدة بيانات الفيلم (الإنجليزية)
- ريتشارد جيبسون على موقع كينوبويسك (الروسية)